# Cabbit
 (avril 2025).
La mise en forme du texte ne suit pas les recommandations de Wikipédia : il faut le « wikifier ».
Les points d'amélioration suivants sont les cas les plus fréquents. Le détail des points à revoir est peut-être précisé sur la page de discussion.
- Les titres sont pré-formatés par le logiciel. Ils ne sont ni en capitales, ni en gras.
- Le texte ne doit pas être écrit en capitales (les noms de famille non plus), ni en gras, ni en italique, ni en « petit »…
- Le gras n'est utilisé que pour surligner le titre de l'article dans l'introduction, une seule fois.
- L'italique est rarement utilisé : mots en langue étrangère, titres d'œuvres, noms de bateaux, etc.
- Les citations ne sont pas en italique mais en corps de texte normal. Elles sont entourées par des guillemets français : « et ».
- Les listes à puces sont à éviter, des paragraphes rédigés étant largement préférés. Les tableaux sont à réserver à la présentation de données structurées (résultats, etc.).
- Les appels de note de bas de page (petits chiffres en exposant, introduits par l'outil «  Source ») sont à placer entre la fin de phrase et le point final[comme ça].
- Les liens internes (vers d'autres articles de Wikipédia) sont à choisir avec parcimonie. Créez des liens vers des articles approfondissant le sujet. Les termes génériques sans rapport avec le sujet sont à éviter, ainsi que les répétitions de liens vers un même terme.
- Les liens externes sont à placer uniquement dans une section « Liens externes », à la fin de l'article. Ces liens sont à choisir avec parcimonie suivant les règles définies. Si un lien sert de source à l'article, son insertion dans le texte est à faire par les notes de bas de page.
- La présentation des références doit suivre les conventions bibliographiques. Il est recommandé d'utiliser les modèles {{Ouvrage}}, {{Chapitre}}, {{Article}}, {{Lien web}} et/ou {{Bibliographie}}. Le mode d'édition visuel peut mettre en forme automatiquement les références.
- Insérer une infobox (cadre d'informations à droite) n'est pas obligatoire pour parachever la mise en page.

Pour une aide détaillée, merci de consulter Aide:Wikification.
Si vous pensez que ces points ont été résolus, vous pouvez retirer ce bandeau et améliorer la mise en forme d'un autre article.
 (avril 2025).

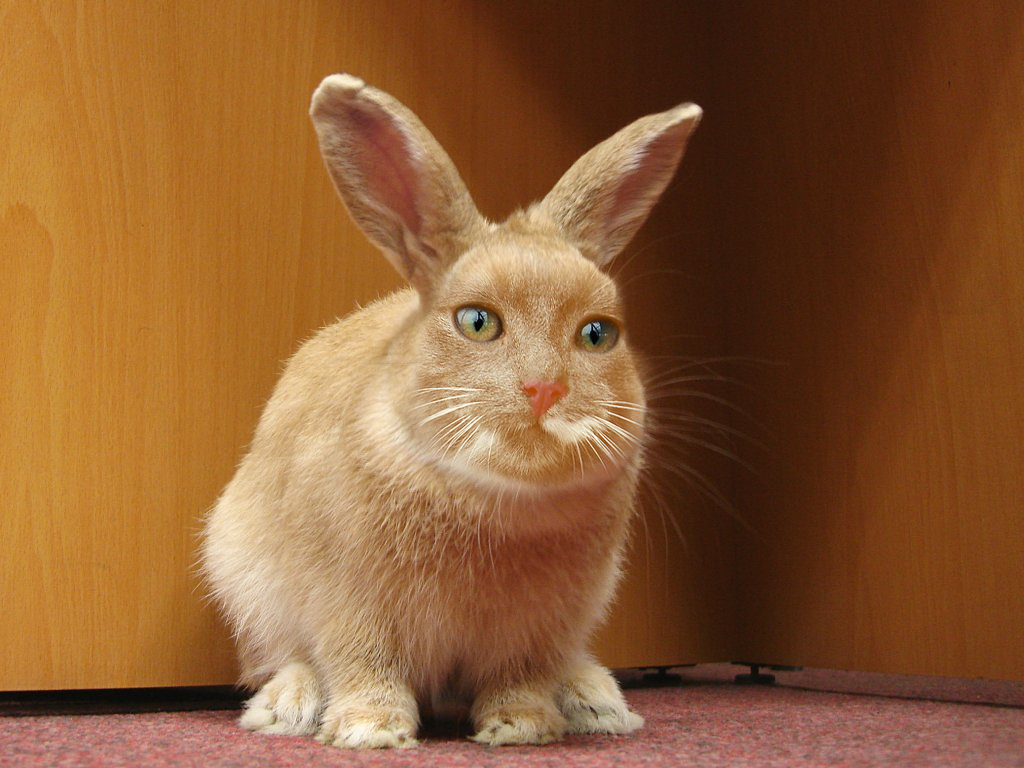
Impression d'artiste d'un cabbit

Un cabbit est un hybride fictif entre un chat et un lapin. Ils sont apparus dans des histoires de fiction et de fantasy mais certain ont également prétendus en avoir observés dans la nature, selon des affirmations douteuses. La plupart ou même la totalité de ces observations sont attribuables soit à des chats Manx mal identifiés, soit à de véritables canulars sans fondement.
Une créature hybride chat-lapin a été documentée pour la première fois de manière incorrecte en 1845 par Joseph Train originaire de la ville de Castle Douglas, dans la région de Galloway en Écosse, dans son ouvrage An Historical and Statistical Account of the Isle of Man, où il affirmait que le chat Manx local, une race de chat caractérisée par une queue courte et touffue pouvant faire penser à celle d'un lapin, était un tel hybride : « Mes observations sur la structure et les habitudes du spécimen en ma possession ne laissent guère de doute quant à son appartenance à un .... croisement entre la chatte et le lapin mâle."  Une étude scientifique a déterminé qu'un tel hybride est génétiquement impossible. 
Le terme cabbit est un jeux de mot avec les termes anglais cat (= chat) et rabbit (=lapin) C'est donc un Mot-valise. Ce terme est utilisé pour désigner de tels hybrides imaginaires. L'année exacte de sa création est incertaine mais ce mot a été utilisé en 1977 pour décrire un spécimen trouvé au Nouveau-Mexique et exposé à Los Angeles. Le spécimen a été présenté au Tonight Show mais il a été déterminé plus tard qu'il s'agissait en vérité d'un chat avec un bassin déformé.

## Mutations chez les chats
Les chats Manx et autres chats porteurs de mutations sans queue ou à queue courte sont à l'origine de nombreuses observations présumées de cabbit. La mutation qui provoque l'absence de queue peut également provoquer des anomalies squelettiques et/ou nerveuses qui conduisent le chat à utiliser un mouvement de saut pouvant faire penser à la manière dont se déplace les lapins. Cela était autrefois accepté par les éleveurs comme une caractéristique de l'apparence du Manx, mais est maintenant considéré comme un défaut grave et ne fait pas partie du standard moderne des caractéristiques du Manx. Les éleveurs modernes de Manx veillent à n'élever que des chats ayant une locomotion normale. Les pattes postérieures relativement longues du Manx, combinées à une queue sans queue ou très courte, donnent l'impression d'un lapin.
En 1947, Grace Cox-Ife écrivait : « Plusieurs caractéristiques du Manx le rendent tout sauf ordinaire. La principale est, bien sûr, son absence de queue ; mais ce n'est pas tout. Non seulement un Manx doit être dépourvu de queue, mais il doit avoir une articulation plus avancée ou plus courte sur la colonne vertébrale ; c'est-à-dire qu'il doit y avoir un creux à l'endroit où la queue commencerait normalement. Ensuite, il y a la démarche – un saut de lapin plutôt qu'une marche – qui est due à la hauteur de l'arrière-train : selon le Manx Cat Club, celui-ci « ne peut être trop haut, et le dos trop court, tandis que les flancs doivent être très profonds. » La tête doit être ronde et large, mais pas de type snubby ou persan.
Rose Tenent a écrit : « Aucun chat n'est plus fascinant que le Manx sans queue, avec sa démarche sautillante semblable à celle d'un lapin. .... Les pattes arrière sont considérablement plus longues que les pattes avant, ce qui donne au chat sa démarche sautillante particulière ; c'est d'ailleurs aussi la raison de la théorie raisonnable défendue dans certains milieux selon laquelle le chat Manx est le résultat d'un croisement entre un chat et un lapin.